# Brosimum gaudichaudii
Brosimum gaudichaudii là một loài thực vật có hoa trong họ Moraceae. Loài này được Trécul mô tả khoa học đầu tiên năm 1847.

## Hình ảnh

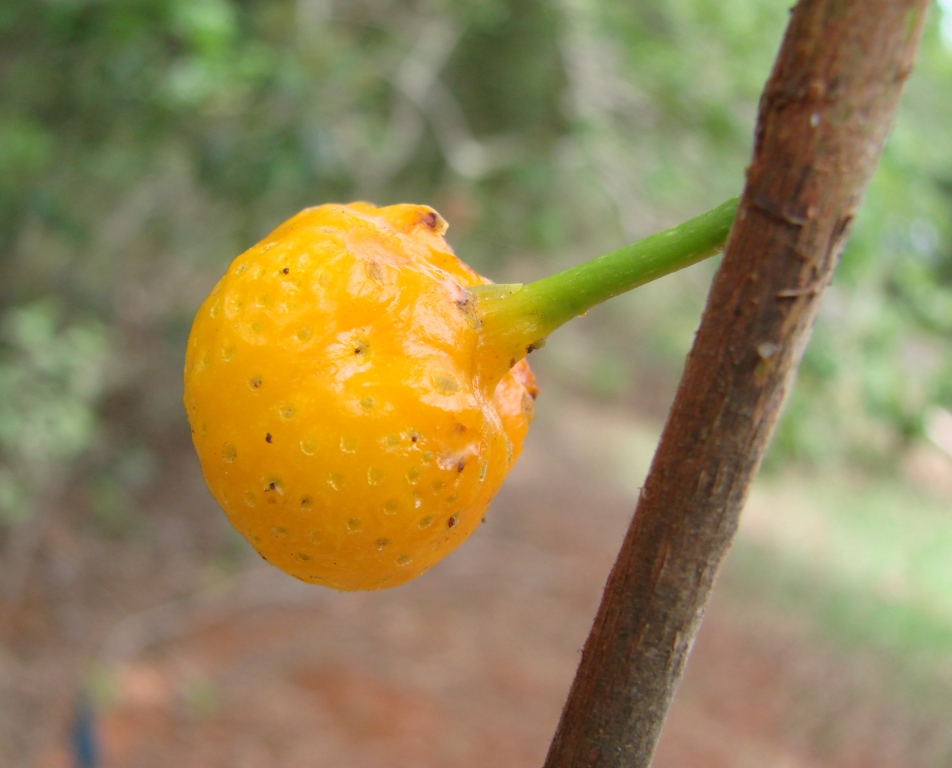